# Nelinho
Manoel Resende de Matos Cabral detto Nelinho (Rio de Janeiro, 26 luglio 1950) è un ex calciatore brasiliano.

## Carriera

### Club
Dopo avere esordito come professionista si trasferì nel 1969 nella formazione carioca del Calcio América. L'anno successivo si trasferì in Portogallo per andare a giocare tra le file del Barreirense di Barreiro. A seguito di una breve parentesi in Venezuela, nel 1972 ritornò in Brasile per giocare per la squadra del Clube do Remo e l'anno dopo venne ingaggiato dal Cruzeiro, con il quale rimase fino al 1980, vincendo una Coppa Libertadores e 8 volte il Campionato Mineiro.
In tutta la sua carriera calcistica  diventò noto come terzino fluidificante dal potente tiro con il destro. Un maestro nel calcio ad effetto, come quello nel 1978 contro Dino Zoff. In un documentario per la Rai Roberto Bettega raccontò quel gol sottolineando che per poter scoccare tiri come quello bisognava non solo saperli pensare, ma anche avere la faccia per farli.
Dopo il trasferimento dal Cruzeiro, continuò a giocare in Brasile fino al definitivo ritiro dall'attività agonistica nel 1987.

### Nazionale
Il suo debutto, come terzino destro, nella nazionale brasiliana avvenne il 28 aprile 1974 al Maracanã a Rio de Janeiro, in occasione dell'incontro amichevole contro la Grecia terminato 0-0. Conquistò rapidamente la fiducia dell'allenatore Zagallo, che lo convocò al Mondiale 1974 in Germania Ovest, dove disputò 3 partite.
Nel 1978 segnò il gol del pareggio del Brasile contro l'Italia nella finale per il terzo e quarto posto, vinta poi dalla squadra brasiliana per 2 a 1.
Vestì la maglia della nazionale verde oro fino al giugno 1980, per complessive 21 partite, e segnando 6 reti.

## Palmarès

### Club

#### Competizioni statali
- Campionato Mineiro: 8

Cruzeiro: 1973, 1974, 1975, 1977
Atletico Mineiro: 1978, 1979, 1986, 1987
- Campionato Gaucho: 1

Grêmio: 1980

#### Competizioni internazionali
- Coppa Libertadores: 1

Cruzeiro:1976

### Individuali
- Bola de Prata: 4

1975, 1979, 1980, 1983